# Verdun-sur-le-Doubs
Verdun-sur-le-Doubs é uma comuna francesa na região administrativa de Borgonha-Franco-Condado, no departamento Saône-et-Loire. Estende-se por uma área de 7,29 km². Em 2010 a comuna tinha 1 079 habitantes (densidade: 148 hab./km²).